# Архангелогородский 17-й пехотный полк

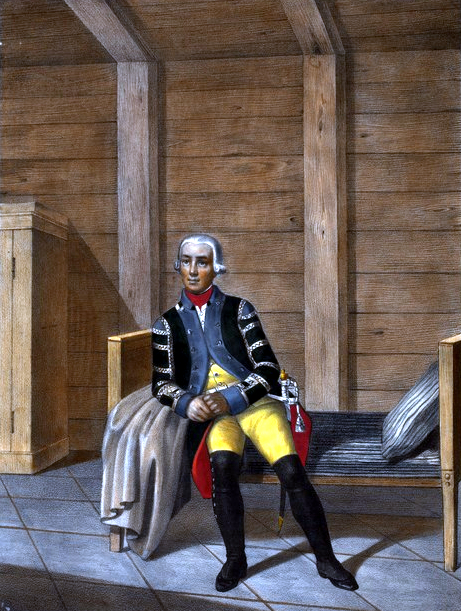
Музыкант Архангелогородского Мушкетёрского полка. 1797—1801 гг.

17-й пехотный Архангелогородский Его Императорского Высочества Великого Князя Владимира Александровича полк — пехотная воинская часть Русской императорской армии. С 1829 г. и до своего расформирования входил в состав 5-й пехотной дивизии.
- Старшинство — 25 июня 1700 г.
- Полковой праздник — 15 августа.

## Места дислокации
В 1820 году — Спасск Рязанской губернии. Второй батальон полка находится при поселенной 2-й уланской дивизии. Полк входил в состав 4-й пехотной дивизии.

## Формирование и кампании полка
Этот полк принадлежит к числу старейших боевых полков русской армии. Хотя по «хронике Российской Императорской армии» полку и присвоено старшинство с 25 июня 1700 года, но имеются положительные данные о том, что полк должен вести свою родословную с 1642 года, то есть со времени сформирования 2-го выборного Московского полка. Несмотря на это, полковая история признала родоначальником Архангелогородского полка полк Захария Крота (правильнее Кро, от Crow), сформированный в 1700 году (по «хронике» же — полк Алексея Дедюта, правильнее де-Дуте).

### Северная война
По сформировании своём на юге, полк, находясь в составе дивизии князя Репнина, был в 1700—1701 годах в походах против шведов, но в боях не участвовал.
В 1702 году полк, наименованный по новому своему командиру полком Романа Брюса, получил боевое крещение при штурме крепости Нотебурга, где в числе прочих войск «зело чудесно дело своё справил», за что удостоился получить Царское «спасибо», а офицеры — и особые медали.
В 1703 году полк участвовал в операциях у крепости Ниеншанца и снова получил особые медали.
Конец 1703 года, весь 1704 год и часть 1705 года полк находился на работах по строительству Петропавловской крепости. 24 июня 1705 года полку привелось выступить на защиту Петербурга, вблизи которого появились шведы под начальством генерала Майделя. Отважный Брюс отбил Майделя, заставив его покинуть занятый Каменный остров и отступить к Выборгу.
В 1706 году полк в составе Ингерманландской армии под командой самого царя Петра I ходил в поход к Выборгу.
10 мая 1708 года полк наименован Архангелогородским. Впервые с этим именем полк участвовал в делах против шведского отряда генерала Либекера, в одном из которых, 12 октября у деревни Колгань, были им уничтожены 2 шведских батальона.
В 1709 году Архангелогородский полк участвовал в походе под Нарву, а в 1710 году — под Выборг, и в операциях против Кексгольма.
В 1712 году Архангелогородцы участвовали в диверсии в Финляндию, но дело ограничилось лишь стычками.
В 1713 году 2 батальона Архангелогородцев вошли в состав десантного корпуса графа Апраксин, Фёдор Матвеевич Апраксина, и принимали участие во взятии Гельсингфорса, действиях у Борго и Фороби, движении через Хювинге к Тавастгусу и в 3-часовом бою на реке Пялькане (Пелкиной), в движении через Таммерфорс к Бьернеборгу, где и стали на зимние квартиры. В последующих операциях архангелогородцы участвовали в составе сборных батальонов из всех полков и находились в действиях против города Вазы, приняв участие и в разбитии шведов у деревни Лаппола 19 февраля 1714 года.
В 1715 году они на галерах ходили к берегам Швеции, в 1716 году участвовали в 5-недельной осаде замка Каянеборг и взятии его, а затем, до середины 1719 года составляли гарнизон Або, оберегая пределы вновь завоёванной области.
В июле 1719 году Архангелогородцы опять на галерах появились у берегов Швеции, произвели десант и, действуя в окрестностях Стокгольма, под самым городом разбили три шведских полка. Это был последний поход Архангелогородцев в Северную войну.

### Походы против турок, поляков и шведов
В 1722 году 4 роты полка были выделены на сформирование Низового корпуса и приняли участие в походах в Персию. Эти архангелогородцы, оказавшиеся в числе первых завоевателей Кавказа, в 1724 году поступили в Гирканский полк, переименованный в 1732 году в Сулакский, который в 1733 году был расформирован.
В 1727 году полк на время утратил своё имя, вследствие переименования, по месту своей стоянки, во 2-й Новгородский полк, но через несколько месяцев старое имя было ему возвращено.
В 1733 году Архангелогородский полк принял участие в Войне за польское наследство, находясь с корпусом Ласси в непрерывных походах почти два года, и после сдачи Данцига (26 июня) расположился по квартирам в Польше, где продолжались стычки с польскими отрядами.
В 1735 году корпус Ласси был послан на помощь императору Карлу VI. Побывав на Рейне и простояв на зимних квартирах в Богемии, полк в марте 1736 года выступил обратно в Россию, и ему было велено готовиться к походу против турок под Очаков.
В июне 1737 года полк уже действовал под этой крепостью, сдавшейся 2 июля.
В 1738 году полк участвовал в безрезультатном походе к Бендерам, а в следующем году — в блистательном деле под Ставучанами.
В 1741 году, в виду разрыва со Швецией, полк поступил в состав корпуса принца Гессен-Гомбургского, и был двинут сначала в Нарву, а в мае 1742 года — в Выборг и 12 июня вступил в Финляндию, где и участвовал в занятии Гельсингфорса.
В мае 1743 года полк выступил в морской поход, в котором претерпел немало стихийных бедствий, но участия в боевых действиях не принял.
С 1743 по 1757 годы полк совершил целый ряд мирных походов, побывав в Нарве, Старой Руссе, Кронштадте, Пернове, Риге, Санкт-Петербурге, Бауске, Выборге, Зубцове, Москве и Ревеле. Благодаря своему выдающемуся командиру, Тимофею Петровичу Болотову, полк заслужил славу отличной воинской части. Сын его, автор известных «записок», Андрей Болотов, выросший в полковой семье и прослуживший в полку от капрала до капитана, увековечил в своих «записках» мирную и боевую жизнь Архангелогородцев.

### Семилетняя война
В 1757 году началась Семилетняя война и полк выступил в заграничный поход и 19 августа сражался при Гросс-Егерсдорфе. Зиму 1757 года полк провёл в Курляндии, а весной 1758 года, назначенный в состав гарнизона города Кёнигсберга, нёс там караульную службу.
В кампанию 1759 года полк отличился в сражениях при Пальциге, где «плутоножным огнём» отбил атаку прусской конницы, и при Кунерсдорфе, участвуя в штыковой атаке, за что и получил особые медали, с надписью: «ПОБѢДИТЕЛЮ».
По заключении мира полк до возвращения своего в Россию 25 апреля 1762 года был наименован «пехотный генерал-майора Христофора Штофельна полк», но вскоре ему было возвращено прежнее наименование.
С конца августа 1762 и до конца 1768 года архангелогородцы прожили мирно. С ноября 1768 года полк в течение 13 лет снова находился в беспрерывных походах. Особые отличия архангелогородцы оказали в ходе русско-турецкой войны 1768 — 1774 годов: 1) в 1769 году в действиях против турок под Хотином; 2) в 1770 году — у Рябой Могилы, при Ларге и Кагуле; 3) в 1771 году — в поиске на Мачин; 4) в 1773 году — в неравном бою у деревни Мавродин, где архангелогородцы атакой в штыки смяли янычар.
Во следующую турецкую войну архангелогородцы в 1788 году осаждали Хотин, сдавшийся на капитуляцию через три месяца. В 1789 году находились под Малой Сальчей, Измаилом и Бендерами, из которых только последние сдались; в 1790 году, входя в «кор д’арме», вследствие бездействия главных сил, архангелогородцы несли лишь тяготы похода, а в 1791 году оказались предназначенными для тыловой службы и выступили обратно. В общем, пятилетнее участие полка во 2-й турецкой войне, благодаря различным случайностям, ничего не прибавило к старой славе полка.
В течение последующего мирного периода, до 1799 года, полк совершил целый ряд передвижений, реорганизовался по новым штатам и «обрядам службы» и временно вновь утратил своё имя, так как именовался по шефам: в 1789 году — мушкетёрский генерал-майора барона Дальгейма полк и в 1799 году — генерал-майора графа Н. М. Каменского 2-го полк.

### Наполеоновские войны
В сентябре 1798 года полк выступил в заграничный поход, войдя в состав корпуса Розенберга. 20 апреля 1799 года полк подошёл к Милану и с этого дня начал свою «Суворовскую» службу. Архангелогородцы участвовали в боях и осадах: при Бассиньяно, Валенце, Тортоне, Александрии, на Треббии, при Серравалле, Нови и в легендарном Альпийском походе, во время которого бились: под Сен-Готардом, при Урзерне, в Мутенской и Клентальской долинах, при деревне Молис, где захватили знамя, 2 пушки и 100 пленных. Уже в боях на реке Треббии Архангелогородцы создали себе репутацию «чудо-богатырей», заслужив наравне с некоторыми другими полками — «гренадерский марш» (с 1871 года называется «поход за военное отличие»), а за подвиг при деревне Молис полку пожалованы в 1800 году знамёна с надписью: «за взятие французского знамени на горах Альпийских», которые по существу своего значения тождественны Георгиевским знамёнам (таковых при императоре Павле I не жаловалось).
В начале 1800 года полк возвратился из похода. 31 марта 1801 года отменено было наименование частей по шефу, почему полк по-прежнему стал называться Архангелогородский мушкетёрский полк.
После четырёх мирных лет полк в 1805 году снова выступил в поход и участвовал в сражении под Аустерлицем. Архангелогородцы, во главе со своим шефом графом Н. М. Каменским, будучи окружены кавалерией, отважно бились, невзирая на губительный огонь артиллерии и страшную убыль (1600 человек). Шеф полка, под которым была убита ядром лошадь, был спасён батальонным адъютантом Закревским, успевшим вовремя выручить графа Каменского, отдав ему своего коня. При общем отступлении армии, полк находился в арьергарде князя Багратиона и сражался под Шенграбеном.
В кампанию 1806—1807 годов Архангелогородцы сражались при Прейсиш-Эйлау, а затем пришли на помощь осаждённому Данцигу. Возвратившись к главным силам армии, полк участвовал в сражении под Гейльсбергом, а потом был двинут к Кёнигсбергу, где и закончил кампанию. Командир полка полковник Берлизеев и шеф граф Н. М. Каменский за оказанные ими подвиги были награждены орденом св. Георгия, первый 4-й, а второй 3-й степени.
В конце 1808 года полк вошёл в состав армии, действовавшей против Турции, и принял участие во многих сражениях: 1) в 1809 году — при разгроме турок у Рассевата, в бою при деревни Татарица, во взятии крепости Браилова; 2) в 1810 году — при Разграде, в действиях под Шумлой, в неудачном штурме крепости Рущука, при блокаде и сдаче крепости Журжи; 3) в 1811 году — под Рущуком, и при истреблении турецкого отряда у Малой Слободзеи 23 сентября, за что полку пожалованы две серебряные трубы. По заключении мира с Турцией полк вошёл в состав армии адмирала Чичагова, и только в сентябре 1812 года прибыл на театр Отечественной войны.
Выступив в 1813 году в заграничный поход, полк особенно отличился в боях под г. Гольдбергом, и Кацбахом и «превыше всякой похвалы» под Лейпцигом, вследствие чего возбуждено было ходатайство о награждении «храброго» полка знаками отличия на кивера и о возвращении ему «по несчастью» потерянных в боях двух знамён (одно в 1805 году под Аустерлицем и одно в 1811 году — под Журжей).
В кампанию 1814 года архангелогородцы особенно отличились при Этоже и под Парижем. Новой боевой наградой полку было пожалование двух Георгиевских серебряных труб, с надписью: «В воздаяние отличных подвигов против французских войск 1814 года 30 августа».
После 12 лет мирной жизни, архангелогородцам вновь пришлось принять участие в войне с Турцией. 15 сентября 1828 года полк перешёл Прут, 27 сентября — Дунай, после чего один батальон был командирован к Силистрии, а другой — оставлен у Туртукая. Раннее наступление зимы заставило снять осаду Силистрии, почему весь полк в марте 1829 года был передвинут на линию Ольтеница — Фунды, получив назначение наблюдать берега Дуная от впадения Аржиса до Бота. 29 марта батальону архангелогородцев пришлось производить рекогносцировку по Дунаю на лодках, причём майор Гудгард с охотниками Архангелогородского и Вологодского полков овладел одним турецким судном. С апреля полк вновь осаждал Силистрию, которая капитулировала 17 июня, после чего он вошёл в состав гарнизона крепости. Хотя по ходу военных действий полку и не пришлось заслужить новых боевых наград, но тем не менее служба его была отмечена пожалованием особой награды: серебряные трубы 1811 года, за сражение при Слободзее, были заменены 30 апреля 1830 года знаками отличия на шапки с надписью «За отличие».

### Польские и Венгерский походы, Крымская война
Возвратясь в Россию в мае 1830 года, полку, после 4 месяцев мирных занятий, вновь пришлось выступать в поход — на этот раз против поляков. Выступив в декабре 1830 года архангелогородцы до конца августа 1831 года несли гарнизонную службу в Гродне, изредка принимая участие в экспедициях против шаек повстанцев.
С 1832 по 1848 годы архангелогородцы несли мирную службу, преимущественно на западной границе и в Привислинском крае. Важнейшими событиями этого периода являются: 1) присоединение к полку в 1833 году Тамбовского полка, имевшего Георгиевские знамёна с надписью: «В воздаяние отличных подвигов, оказанных в сражениях 1814 года: 17 января при Бриен-Ле-Шато и 20-го — при селении Ла-Ротиер»; 2) участие полка в 1839 году в торжествах на Бородинском поле и пожалование 1-му и 2-му батальонам на знамёна скоб и лент; 3) назначение в 1846 году короля Сардинии шефом полка; 4) назначение в 1848 году шефом полка его императорского высочества великого князя Владимира Александровича.
В 1849 году архангелогородцам пришлось участвовать в походе против венгров, но по ходу военных действий они не были ни в одном из крупных сражений. Из боевых столкновений полка важнейшим было дело у Тиссо-Фиоредского моста.
В 1850 году 1-й и 2-й батальоны полка, как существовавшие 150 лет, удостоились пожалования новых знамён с юбилейными Александровскими лентами, причём к прежней надписи было добавлено: «1700—1850».
С декабря 1854 года полк стал готовиться к новому военному походу, на этот раз против англо-французов в Крыму, но выступил в таковой только 13 мая 1855 года и 4 августа был уже в сражении на реке Чёрной, в котором ему пришлось, однако, быть лишь зрителем, хотя полк и потерял при этом свыше 130 человек ранеными. Перемещённый с позиции у Мекензиевой горы к Севастополю, полк занял позиции за Северными укреплениями и деятельного участия в защите «многострадальнаго» города не принял, работая по возведению укреплений на Северной стороне. Однако отдельные чины его всё же не затерялись среди героев-севастопольцев. Помимо наград офицерских и нижним чинам (32 знака отличия Военного ордена) первым трём батальонам полка были пожалованы Георгиевские знамёна, с надписью «за Севастополь».
В 1856 году, при общей реорганизации пехоты, полк получил № 17 и был постепенно приведён на мирное положение (4-й 5-й и 6-й резервные батальоны расформированы).
При подавлении в 1863 году польского мятежа архангелогородцам пришлось не один раз иметь дело с повстанцами. Помимо офицерских наград, на полк было пожаловано 85 знаков отличия Военного ордена. Важнейшим событием последующего мирного времени было: пожалование 3-му батальону нового Георгиевского знамени (за 100 лет), с надписью: «1763 — 1863» и с сохранением прежних надписей.

### Русско-турецкая война 1877—1878 годов

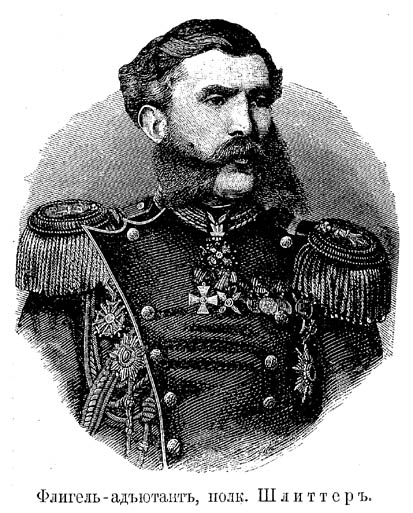
Полковник Николай Петрович Шлиттер

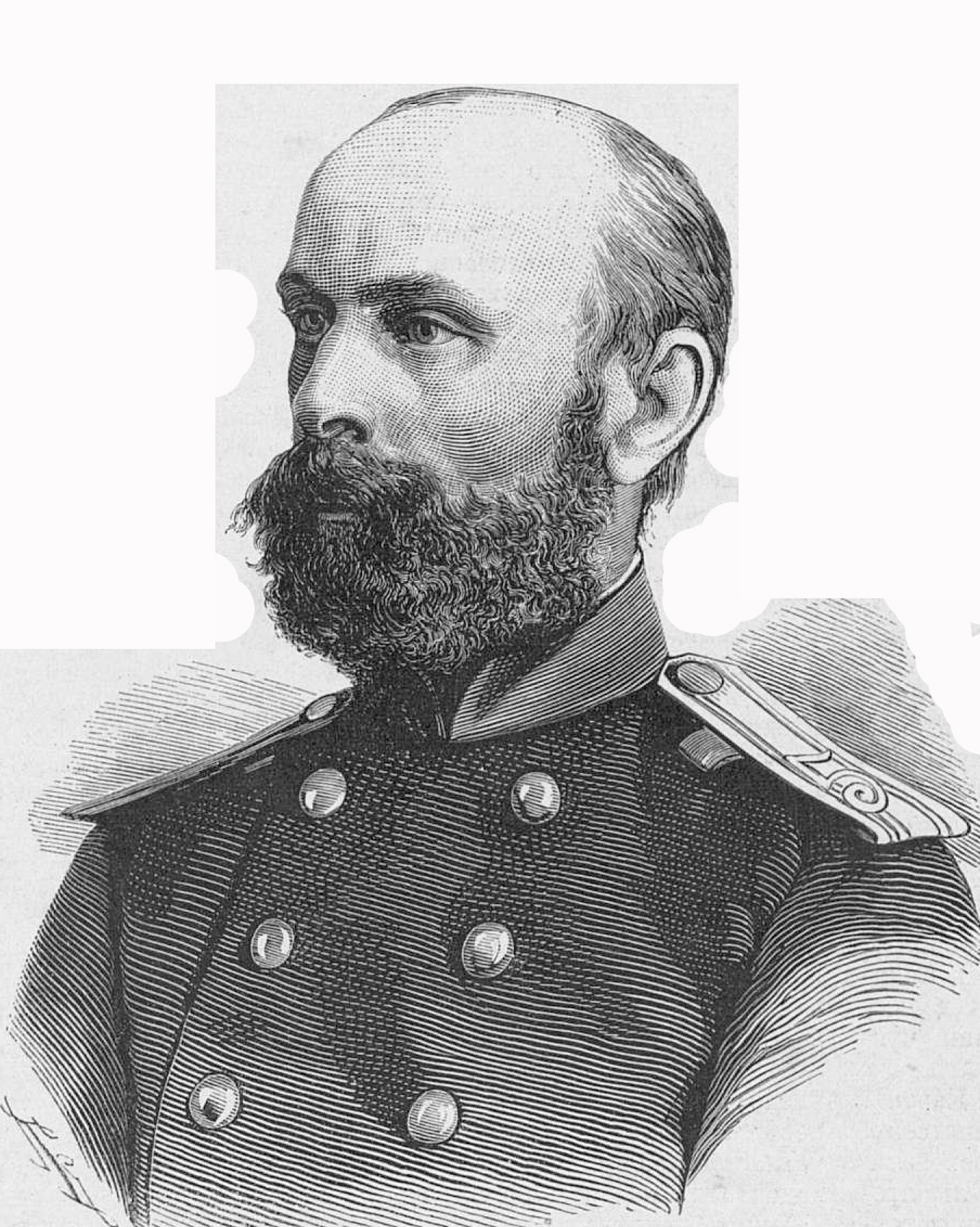
Полковник И.И.Розенбом

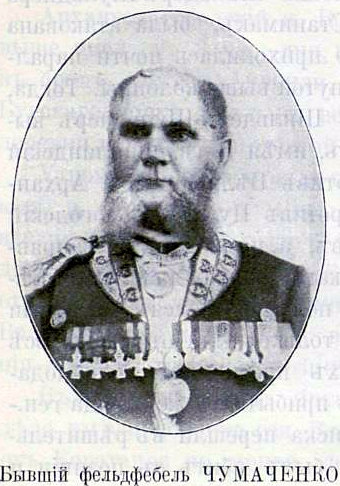
Прокопий Чумаченко знаменосца 17-го полка

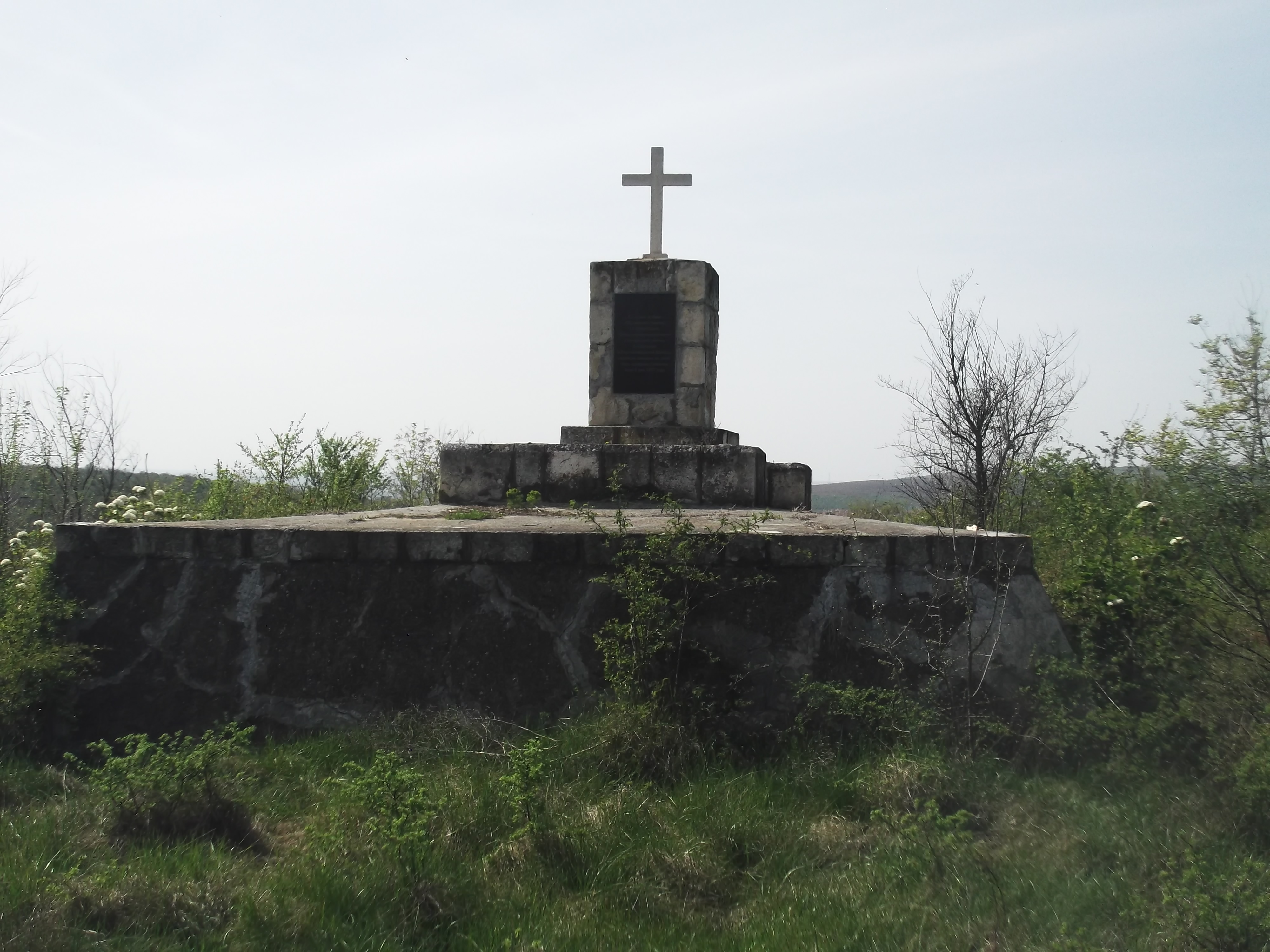
Братская могила 17 полка — д. Буковлък

18 апреля 1877 года полк двинулся на театр военных действий с Турцией и 1 июня вошёл в состав отряда генерал-лейтенанта Шильдер-Шульднера, 25 числа, с прочими полками 9-го армейского корпуса, перешёл Дунай у Зимницы и двинулся к Никополю, а по взятии последнего (4 июля) принял участие в осаде Плевны. Здесь в упорном бою 8 июля полк потерял убитыми: командира — полковника И.И. Розенбома и 14 офицеров, ранеными и контуженными — 18 офицеров, а нижних чинов выбыло 949 человек, причём ротный состав уменьшился до 30—35 рядовых. Во «2-ю Плевну» (18 июля) архангелогородцы вновь потеряли: убитыми — 205 нижних чинов, а ранеными — 7 офицеров и 166 нижних чинов.
В результате после «1-й и 2-й Плевны» в полку осталось 14 офицеров и по 50—60 нижних чинов на роту, а состав полка уменьшился почти на 3/4. Наконец, в «3-ю Плевну» — полк сражался при исключительных условиях и вновь потерял: выбывшими из строя 9 офицеров и 563 нижних чинов, причём погиб в бою и второй командир — флигель-адъютант полковник Шлиттер (смертельно ранен пулей в лоб; скончался через день). Доблестное поведение архангелогородцев обратило на себя особое Высочайшее внимание: в полк прибыл флигель-адъютант барон Мейендорф для передачи благодарности Государя Императора.
В бою 28 ноября Архангелогородский полк первым и по своему почину пришёл на помощь гренадерам против прорывавшейся армии Османа-паши. 30 ноября, после сдачи Плевны, полк посетил Государь и лично благодарил за службу, а полковнику Пантелееву сказал: «Да хранит тебя Бог, третьего командира Архангелогородцев. Желаю всего лучшего».
В декабре полк перевалил через Балканы, и под Филиппополем взял укреплённый Чифлик и 5-орудийную батарею, за что командир полка и поручики Шульц и Пономаренко заслужили Георгиевские кресты.
Итого за период войны 1877—1878 годов полк был пополнен три раза, и 251 человек нижних чинов были награждены знаками отличия Военного ордена. За подвиги в эту кампанию полку были пожалованы «петлицы за военное отличие» на мундиры офицеров; фельдфебелям шеф полка пожаловал 1/2 своей пенсии по ордену св. Георгия 3 степени, а также передал в полк разные вещи, пожалованные Высочайшими Особами. Бывший же командир 9-го корпуса генерал Криденер был награждён «мундиром Архангелогородского полка».
По заключении мира с Турцией полк был оставлен в составе оккупационного отряда и только 3 августа 1879 года возвратился в свою штаб-квартиру, в город Козелец.

### Накануне Первой мировой войны
В 1886 году архангелогородский полк выделил роту на сформирование 5-го Восточно-Сибирского стрелкового полка, геройски защищавшего от японцев в 1904 году Цзиньчжоу и Порт-Артур. В 1900 году, в день 200-летия полка ему было пожаловано полковое Георгиевское знамя, с надписью: «за взятие французского знамени в горах Альпийских в 1799 г. и за Севастополь 1854 и 1855 гг.» и «1700—1900», с Александровской юбилейной лентой. По смерти августейшаго шефа великого князя Владимира Александровича его имя оставлено полку Высочайшим приказом.

## Знаки отличия полка на 1914 год
1. Полковое знамя Георгиевское с надписями «За взятие Французского знамени на горах Альпийских в 1799 году и за Севастополь в 1854 и 1855 годах» и «1700—1900». С Александровской юбилейной лентой. Высочайший приказ от 25.06.1900 г.
2. Знаки на головные уборы с надписью «За отличие». Пожалованы 30.04.1830 г. за отличие в сражении при Малой Слободзее 23.09.1811 г., взамен серебряных труб.
3. Георгиевские трубы с надписью: «В воздаяние отличных подвигов против Французских войск 1814 года Августа 30 дня». Пожалованы 30.08.1814 г.
4. Петлицы за военное отличие на мундиры штаб и обер-офицеров. Пожалованы 17.04.1878 г. за отличие в русско-турецкую войну 1877—1878 гг.

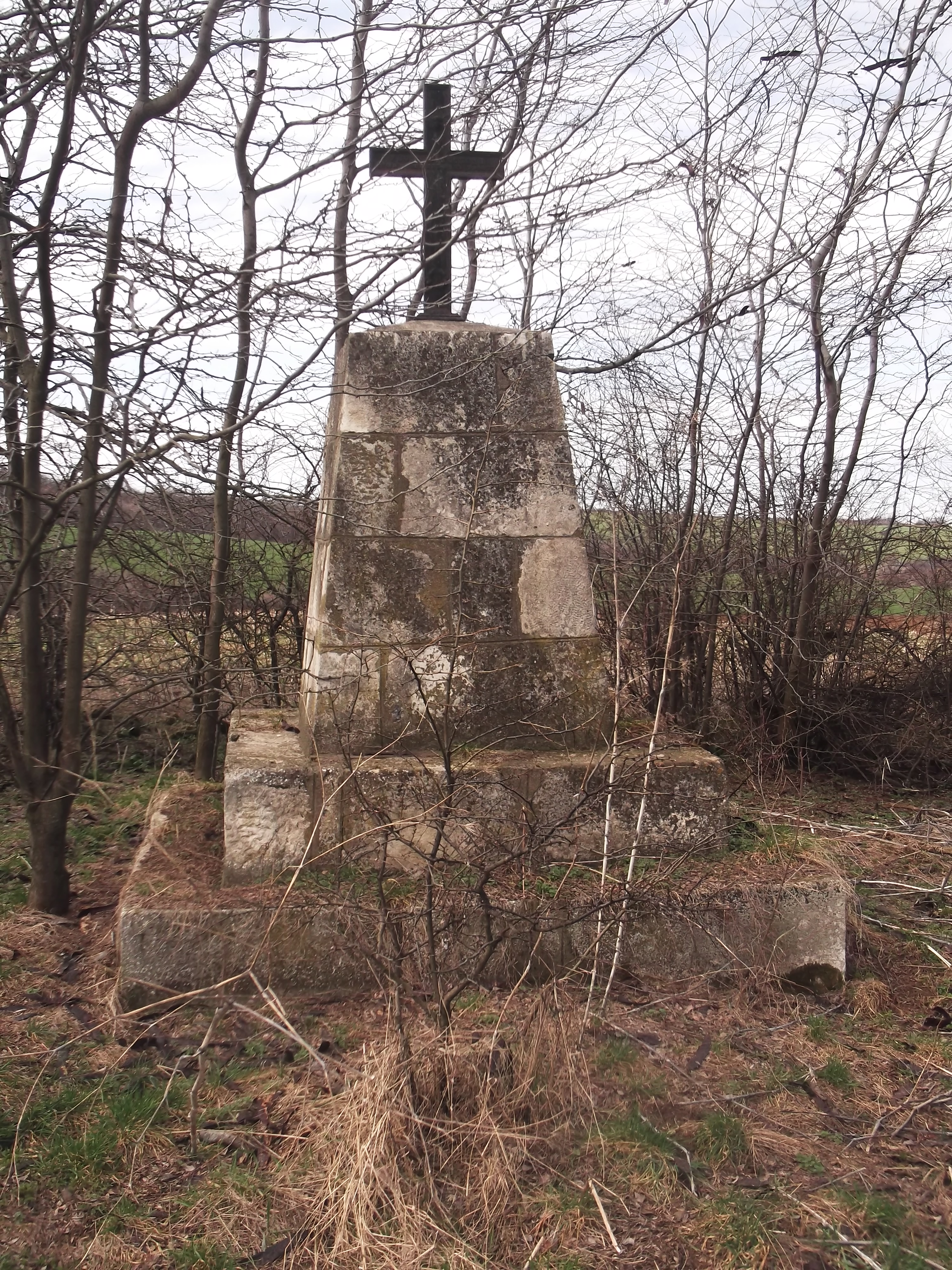
Надгробная плита полковнику Шлиттеру

## Командиры полка
- в 1702 — Брюс, Роман Вилимович
- ноябрь 1761 — Суворов, Александр Васильевич (временно)
- 17.12.1773 — ? — полковник Ржевский, Матвей Петрович
- 1782—1787 — полковник Арсеньев, Василий Дмитриевич
- 01.01.1793 — 09.09.1797 — полковник Побединский, Фёдор Петрович
- 09.09.1797 — 20.08.1798 —  подполковник (с 23.09.1797 полковник) Лейтнер, Иван Иванович
- 09.10.1798 — 19.01.1800 — подполковник (с 18.10.1798 полковник) Кастеллий, Степан Николаевич
- 19.04.1800 — 20.09.1801 — майор Соломоний, Викентий, Францевич
- 20.09.1801 — 30.08.1802 — подполковник Турчанинов, Павел Петрович
- 30.08.1802 — 27.01.1808 — подполковник (с 11.04.1804 полковник) Берлизеев, Михаил Иванович
- 02.03.1808 — 26.11.1810 — полковник Эссен 1-й
- 16.05.1811 — 25.11.1819 — подполковник (с 29.12.1811 полковник) Выходцевский, Пётр Прокофьевич
- 25.11.1819 — 27.11.1821 — подполковник Скарятин, Пётр Васильевич
- 27.11.1821 — 06.10.1831 — подполковник (с 12.12.1824 полковник) князь Волконский, Дмитрий Александрович
- 27.04.1832 — 02.04.1833 — командующий подполковник Грибский
- 02.04.1833 — 25.06.1833 — полковник Корнеев, Николай Михайлович
- 25.06.1833 — 27.04.1842 — полковник (с 16.04.1841 генерал-майор) князь Кудашев, Михаил Фёдорович
- 09.05.1842 — 14.11.1845 — полковник Потулов, Владимир Михайлович
- 14.11.1845 — 08.04.1851 — полковник Силаков, Василий Еремеевич
- 08.04.1851 — 26.10.1855 — полковник Германс, Александр Фадеевич
- 26.10.1855 — 05.10.1856 — флигель-адъютант подполковник (с 26.08.1856 полковник) князь Лобанов-Ростовский, Михаил Борисович
- 05.10.1856 — 01.05.1863 — полковник Бедряга, Егор Иванович
- 01.05.1863 — после 01.04.1867 — полковник Медников, Георгий Иванович
- 16.10.1867 — 20.06.1873 — полковник Дуве, Николай Оттович
- хх.хх.1873 — 08.07.1877[3] — полковник Розенбом, Иван Иванович
- 15.07.1877 — 02.09.1877[4] — полковник Шлиттер, Николай Петрович
- 10.09.1877 — 17.02.1882 — полковник Пантелеев, Александр Ильич
- 06.03.1882 — 12.02.1890 — полковник Баиов, Константин Алексеевич
- 04.03.1890 — 29.04.1895 — полковник Климович, Феликс Антонович
- 29.04.1895 — 27.11.1897 — флигель-адъютант полковник (с 14.05.1896 генерал-майор) Богаевский, Иван Венедиктович
- 28.11.1897 — 22.02.1904 — полковник Путилов, Павел Николаевич
- 15.03.1904 — 07.05.1907 — полковник Колоколов, Михаил Евграфович
- 24.05.1907 — 16.06.1910 — полковник Богатко, Николай Иосифович
- 29.06.1910 — 23.03.1914 — полковник Деникин, Антон Иванович
- 28.03.1914 — 09.12.1914 — полковник Горский, Александр Николаевич
- 09.12.1914 — 29.11.1916 — полковник Буйвид, Иван Фридрихович
- 11.12.1916 — 17.05.1917 — полковник Верховцев, Фёдор Сергеевич
- 17.05.1917 — 10.06.1917 — полковник Кураев, Николай Николаевич
- 10.06.1917 — хх.хх.хххх — полковник Крыков, Герман Александрович

## Шефы полка
- 25.04.1762 — хх.хх.хххх — генерал-майор Штофельн, Христофор Фёдорович
- 03.12.1796 — 28.04.1798 — генерал-майор (с 29.11.1797 генерал-лейтенант) Берхман, Фёдор Фёдорович
- 28.04.1798 — 28.06.1799 — генерал-майор барон Дальгейм, Иван Иванович
- 28.06.1799 — 20.05.1811 — генерал-майор (с 12.12.1807 генерал-лейтенант, с 17.11.1809 генерал от инфантерии) граф Каменский, Николай Михайлович
- 17.06.1811 — 06.05.1814 — полковник (с 15.09.1813 генерал-майор) Шеншин, Василий Никанорович
- 01.02.1846 — 30.03.1846 — король Сардинский Карл-Альберт
- 30.03.1848 — хх.хх.1918 — великий князь Владимир Александрович

## Галерея. Памятники Болгарии

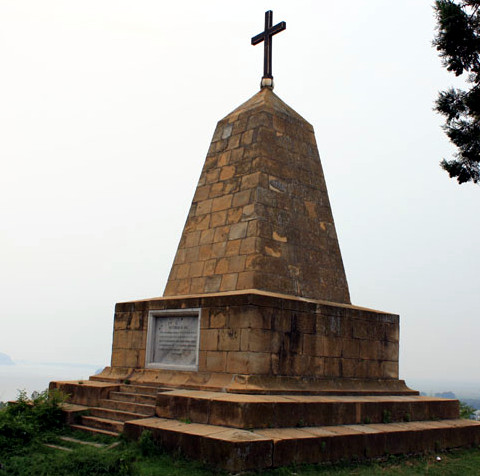
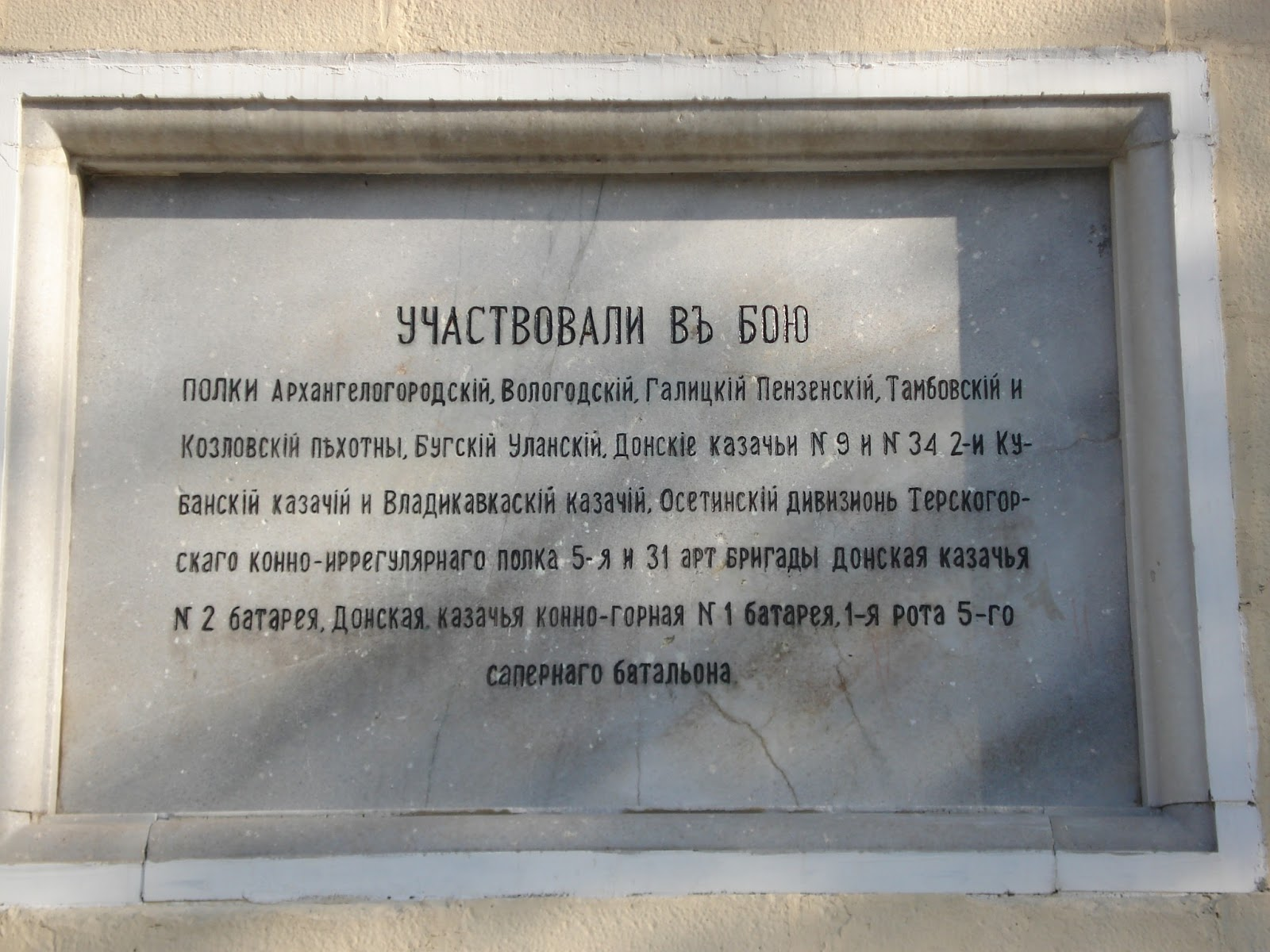
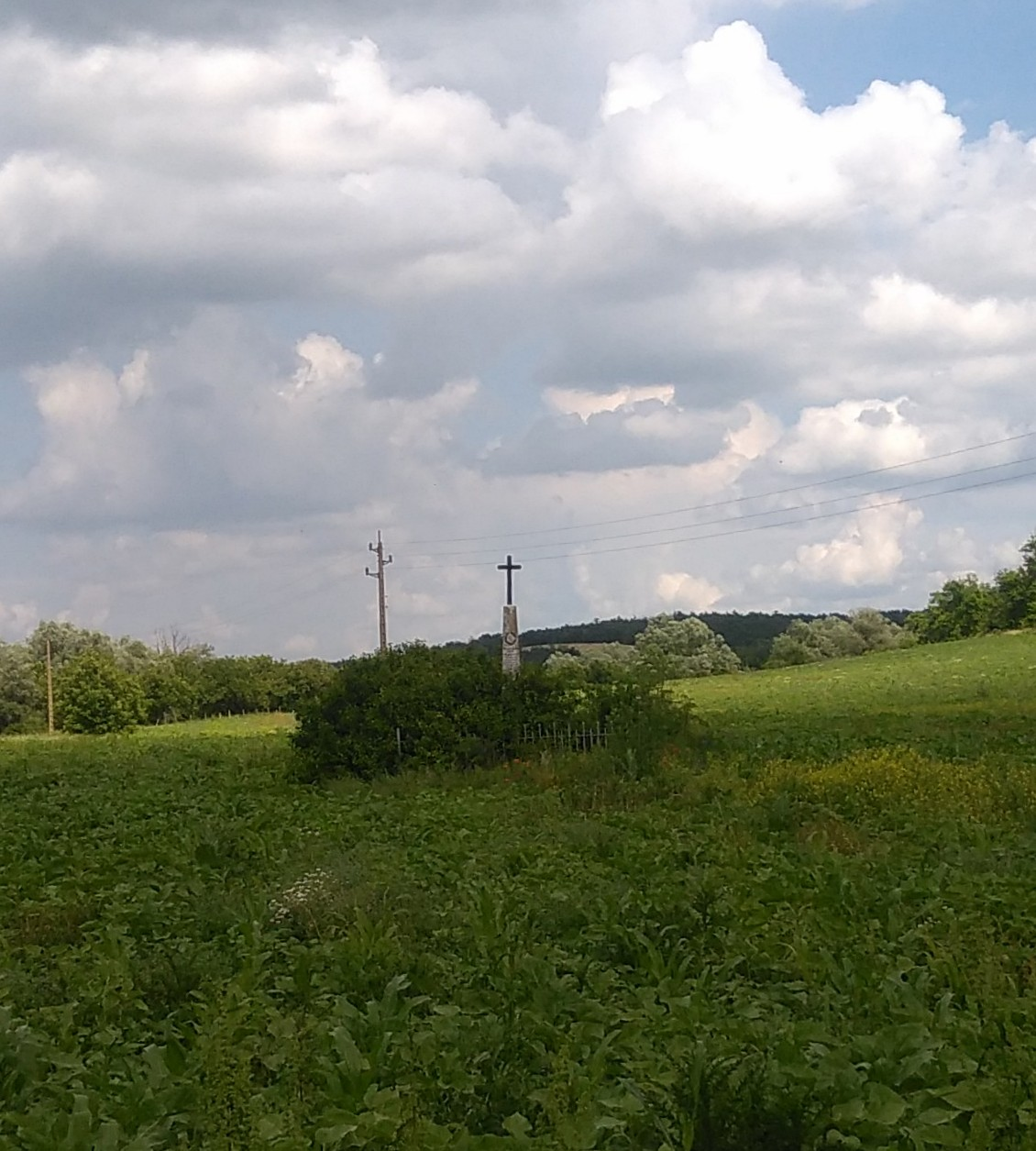
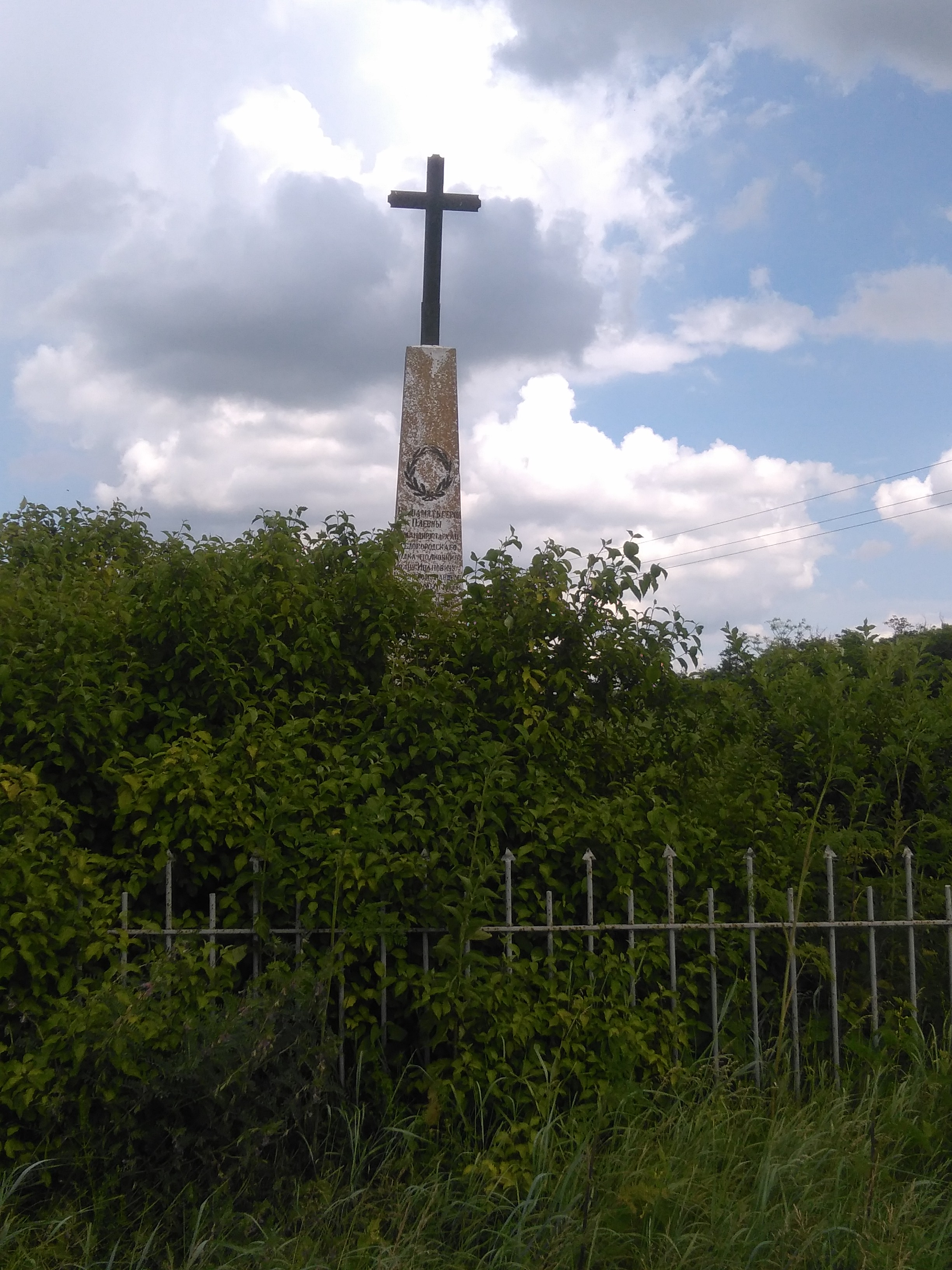
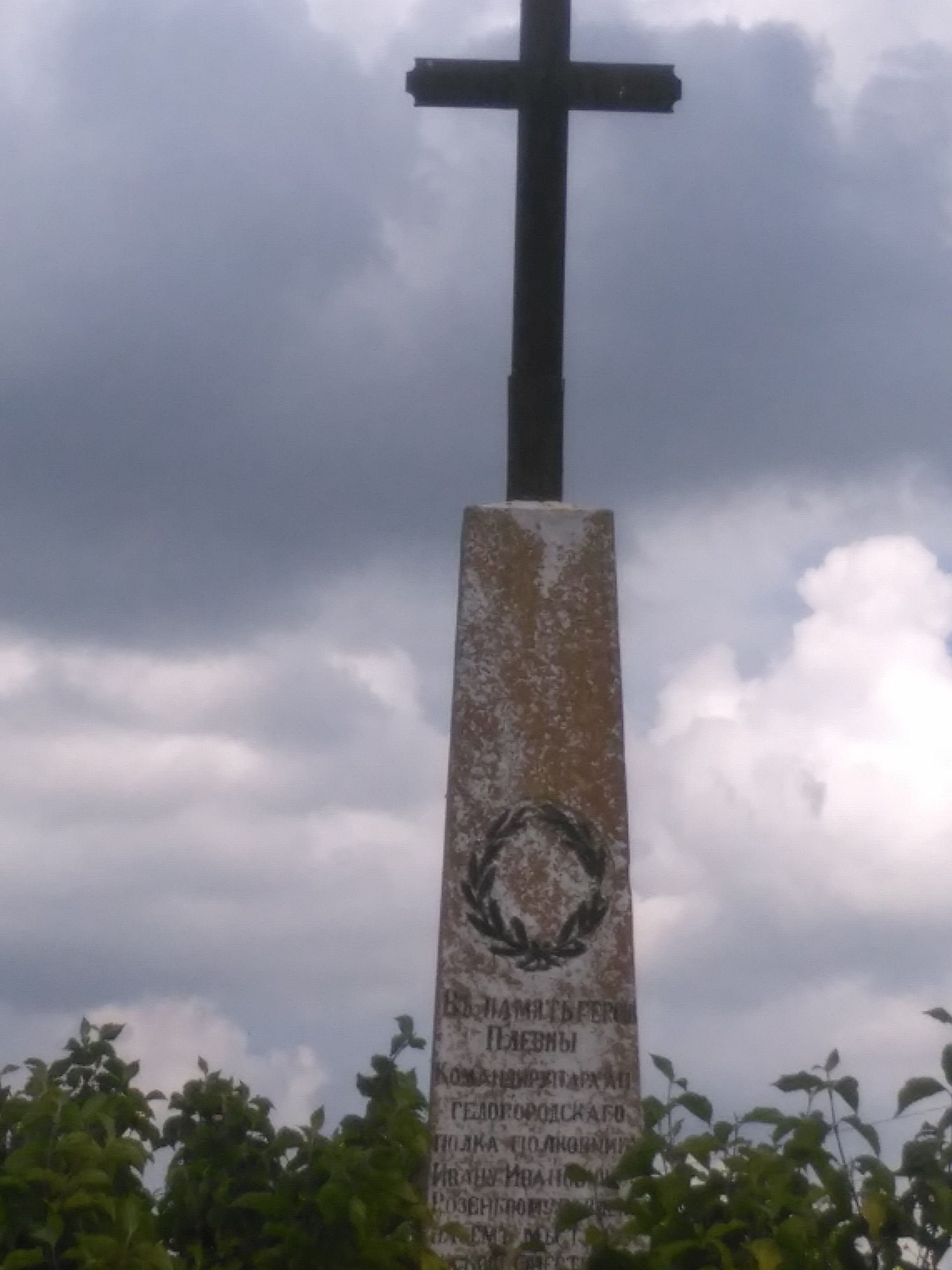
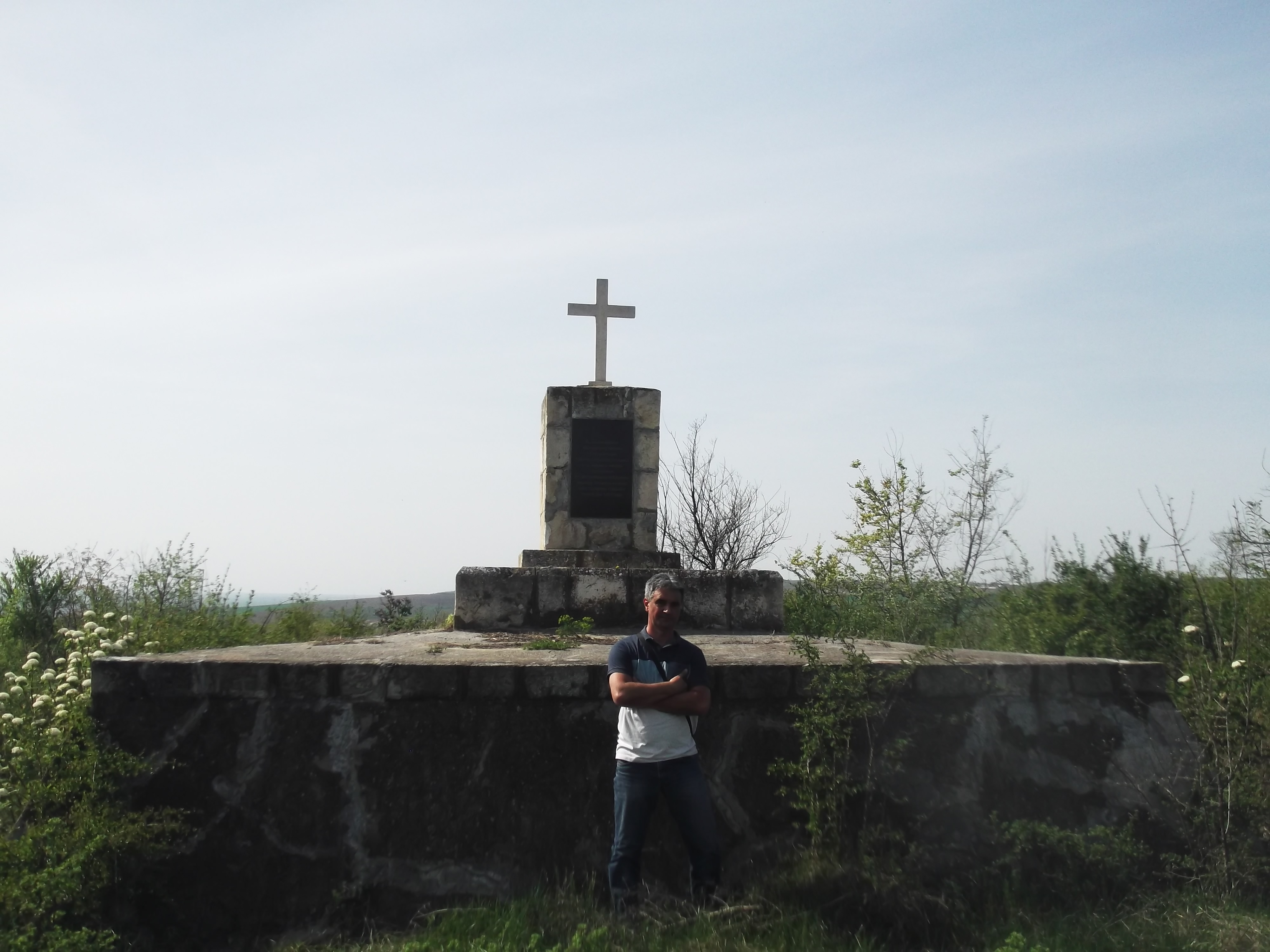
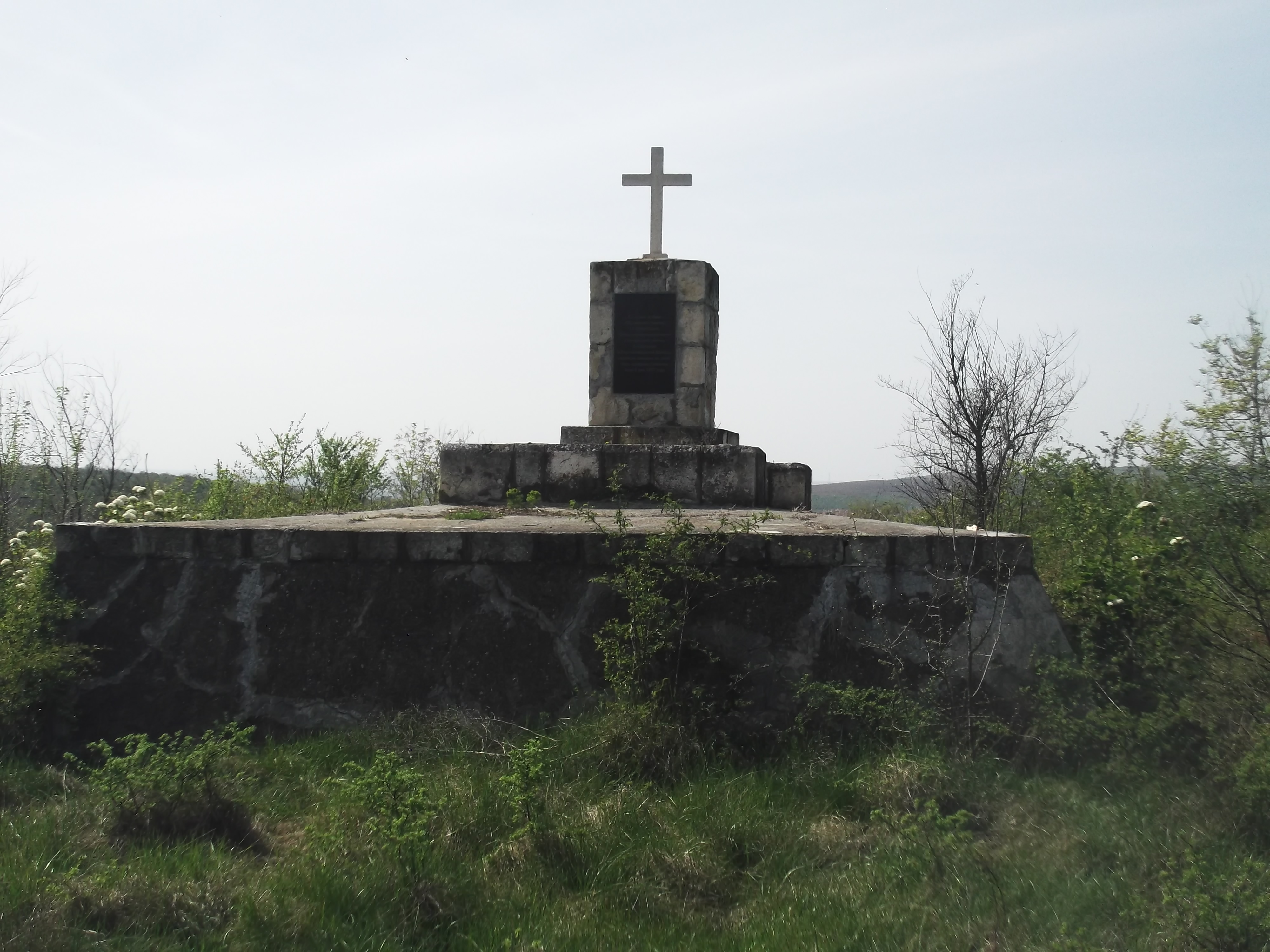
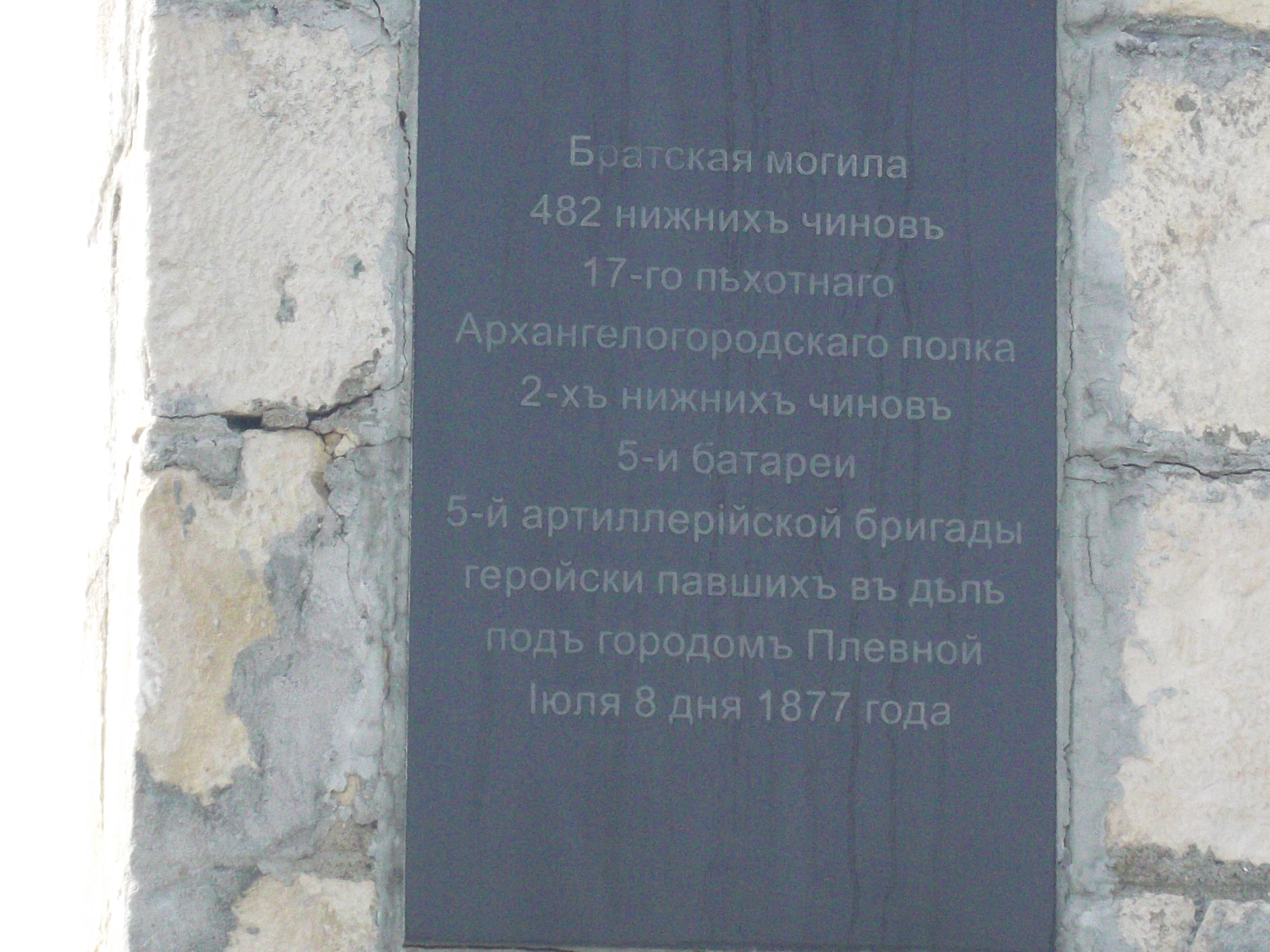
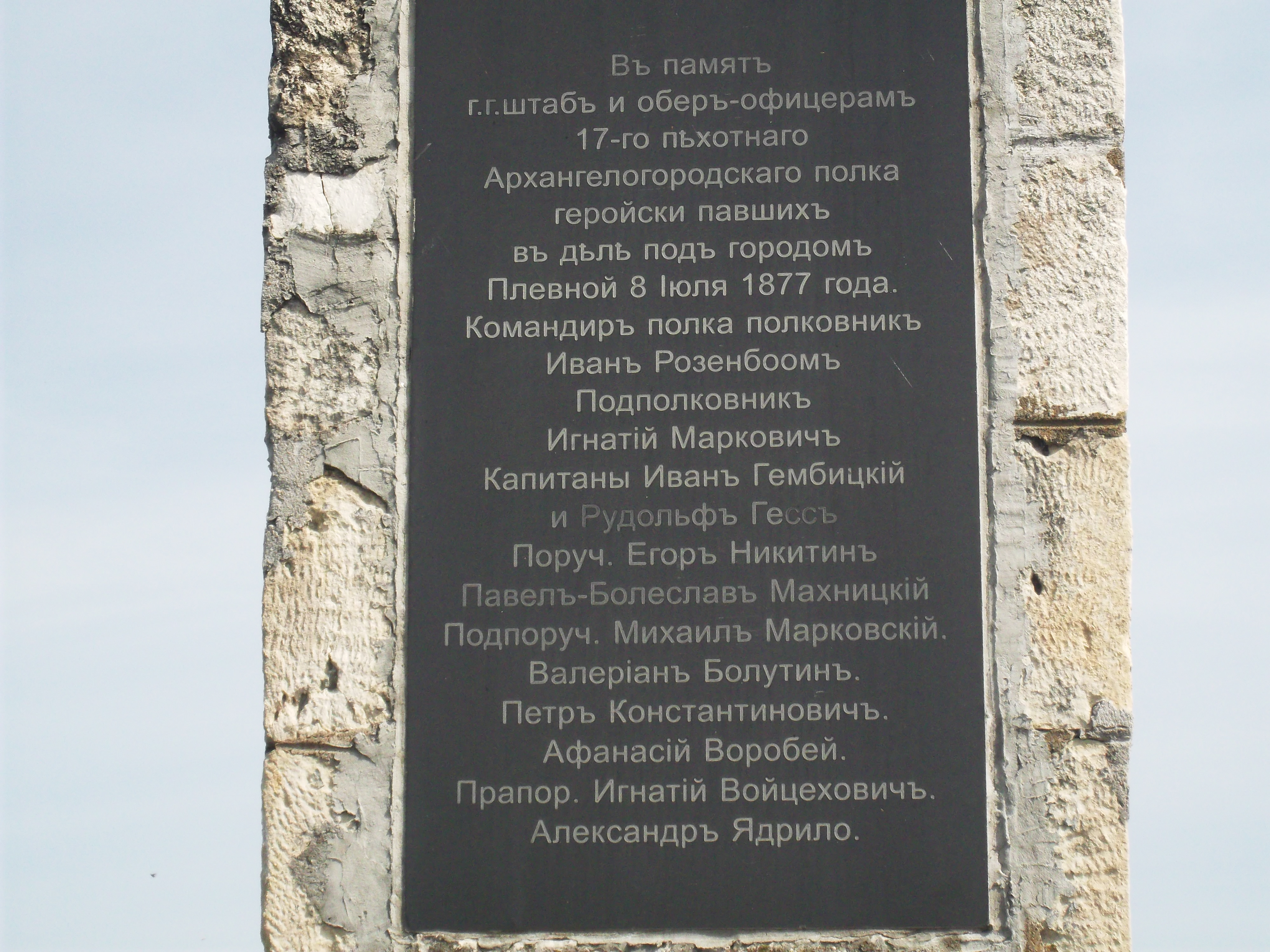
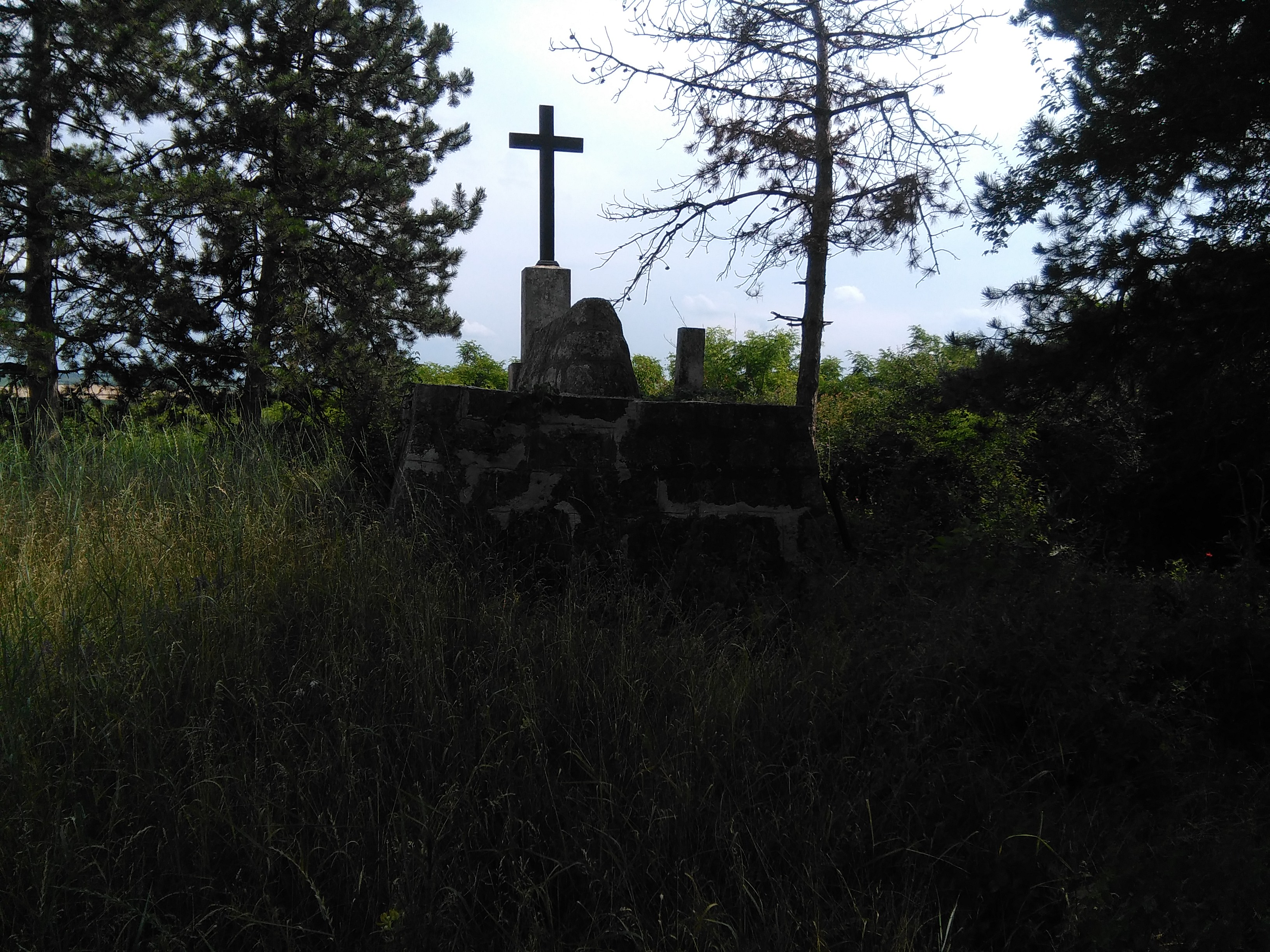
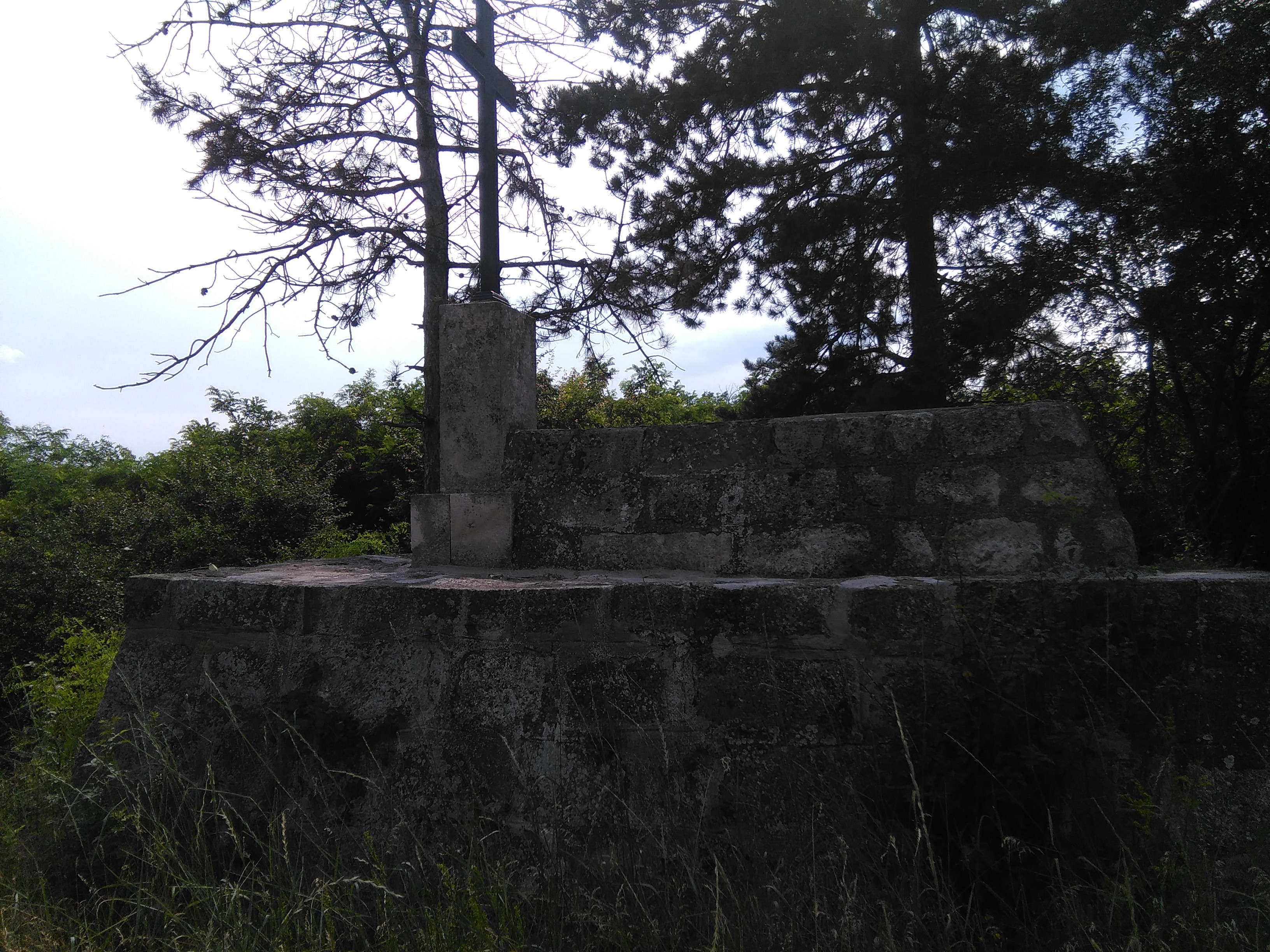
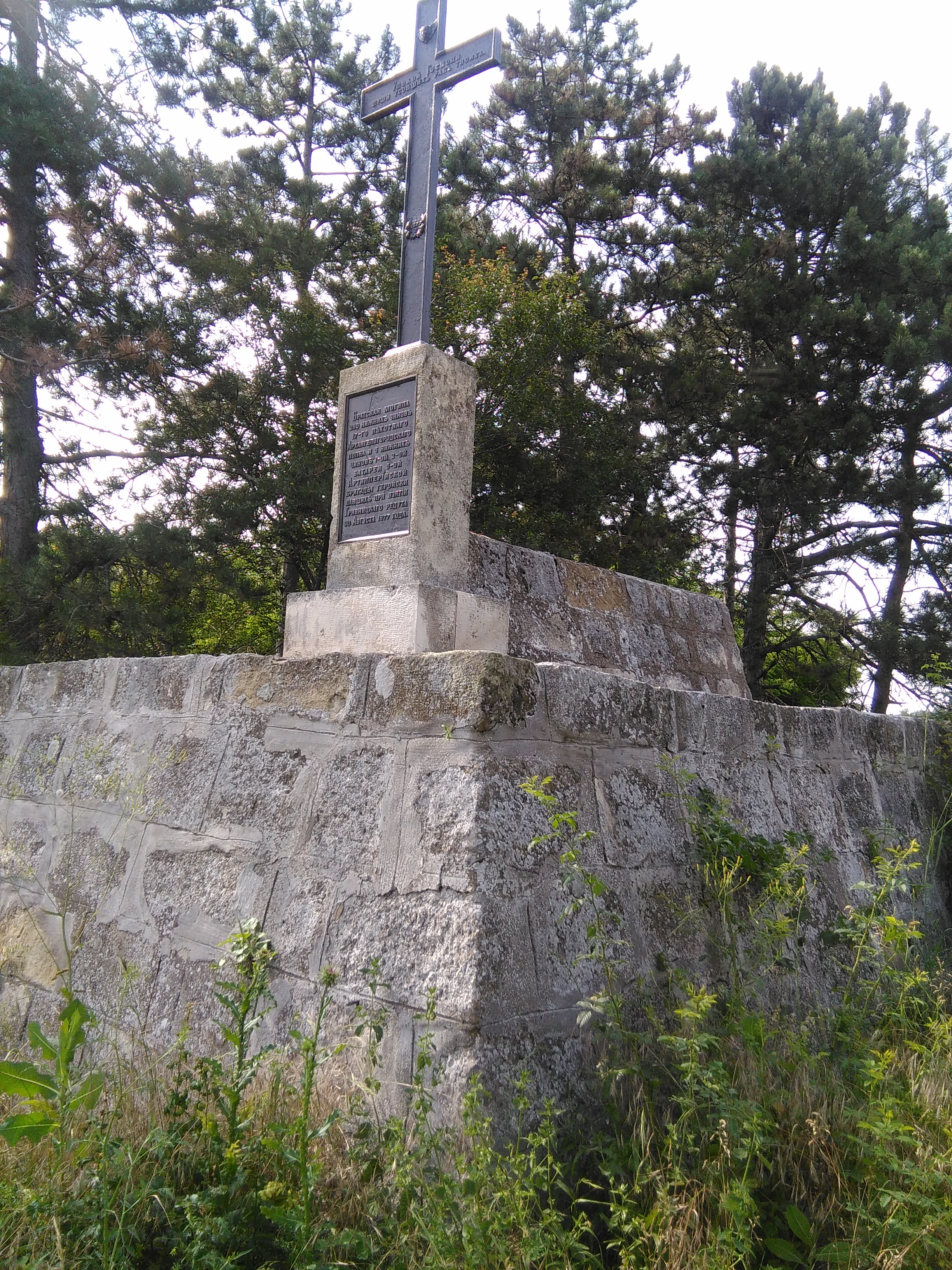
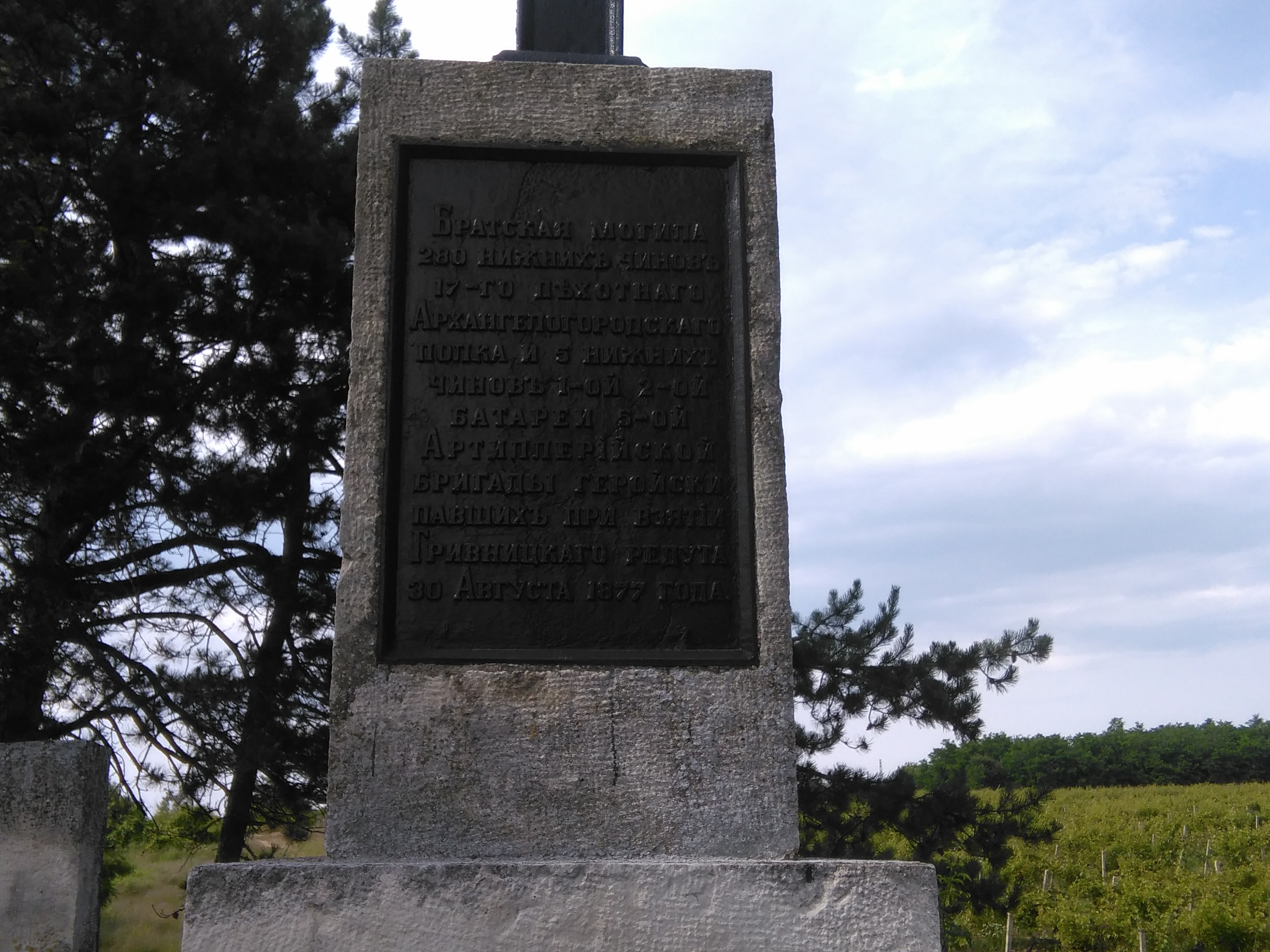
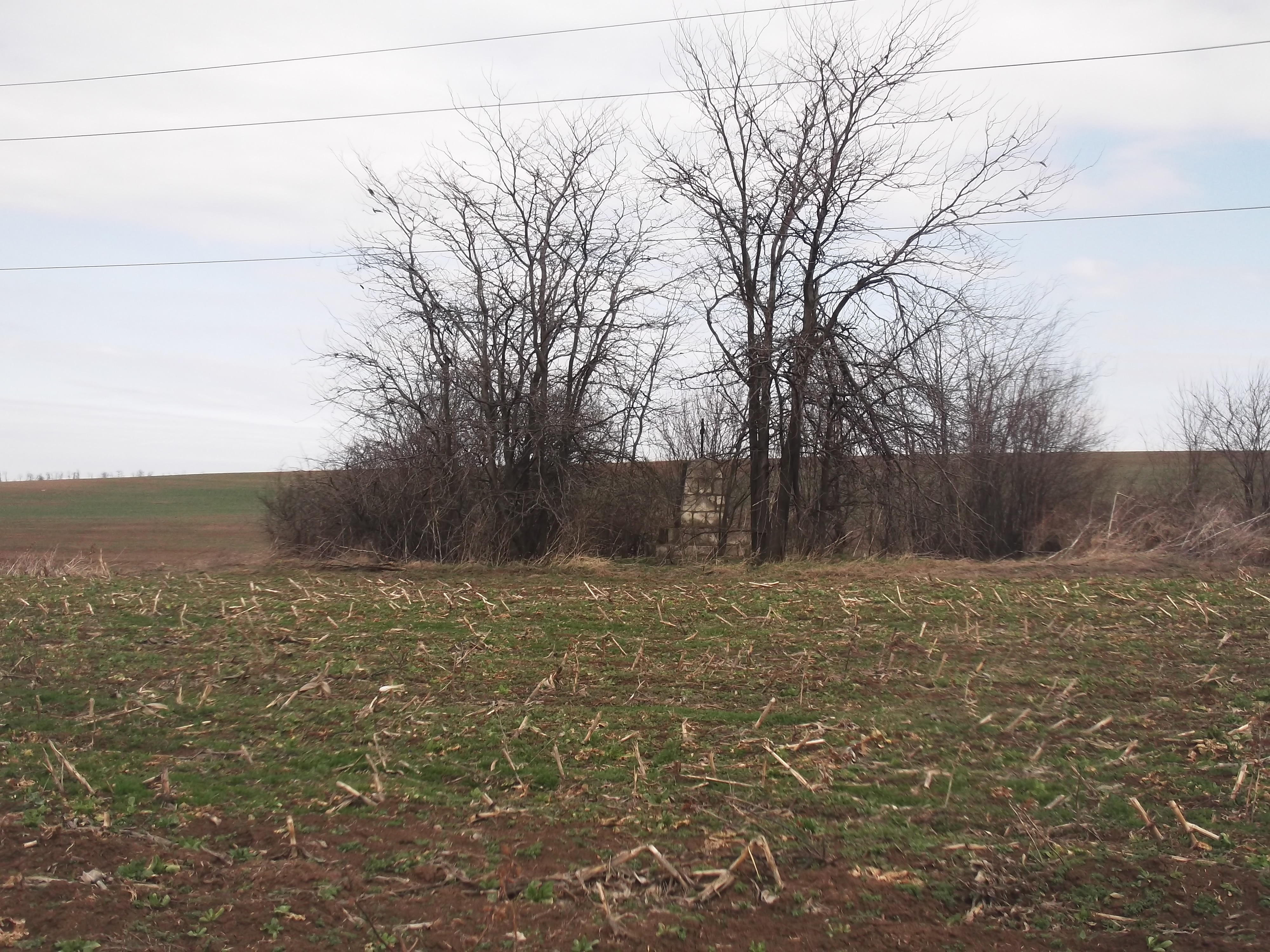
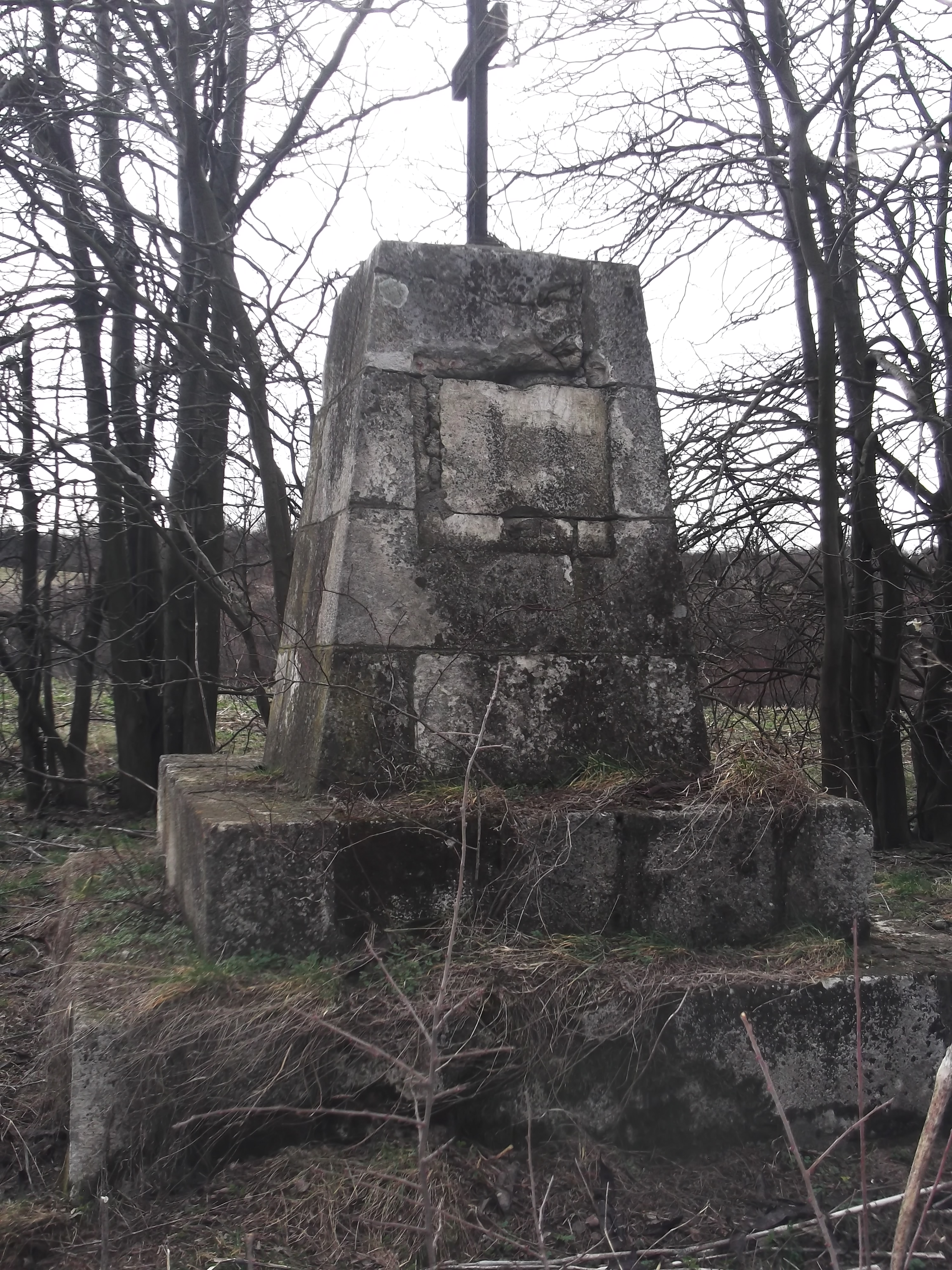

## Известные люди, служившие в полку
- Аклечеев, Иван Матвеевич — генерал-майор
- Болотов, Андрей Тимофеевич — писатель, философ
- Закревский, Арсений Андреевич — государственный и военный деятель, граф, генерал от инфантерии, генерал-адъютант, сенатор, член Государственного совета.
- Казанский, Евгений Сергеевич — советский военачальник, комдив, в 1914—1917 годах воевал в полку, штабс-капитан
- Криднер, Пётр Антонович — полковник, командир Ревельского пехотного полка
- Павлов, Сергей Дмитриевич («Мичман Павлов») — участник Первой мировой, Гражданской и Великой Отечественной воин, полковник.
- Тарасевич Димитрий Димитриевич — полковник, участник Белого движения
- Шеншин, Василий Никанорович — генерал-лейтенант, генерал-адъютант
- Тургенев, Алексей Романович